# Леліва II
Леліва II –шляхетський герб, різновид герба Леліва.

## Опис герба
У блакитному полі золотий півмісяць рогами догори, над яким золота шестипроменева зірка.
Клейнод: на трьох (або п'яти) страусиних пір'інах гербова емблема.
Намет синій, підбитий золотом.

## Найбільш ранні згадки
За словами Юліуша Кароля Островського, цей різновид герба для деяких литовських сімей, як сім'я Тишкевичів.
Тадеуш Гайль не поділяє цієї точки зору, перераховуючи інші прізвища.

## Роди
Митко (Mytko), Станкевич (Stankiewicz), Тишкевич (Tyszkiewicz).